# Fuzhou Airlines
Fuzhou Airlines (кит. 福州航空公司) — китайская авиакомпания со штаб-квартирой в городском округе Фучжоу (провинция Фуцзянь, КНР), работающая в сфере региональных пассажирских перевозок. Дочернее предприятие магистральной авиакомпании Hainan Airlines.
Портом приписки перевозчика и его главным транзитным узлом (хабом) является международный аэропорт Фучжоу Чанлэ.

## История
Fuzhou Airlines была основана в 2014 году в качестве совместного предприятия конгломератом HNA Group и муниципальным правительством Фучжоу. На первом этапе компания Hainan Airlines, входящая в HNA Group, обеспечила вновь образованную авиакомпанию поддержкой в виде предоставления кабинных экипажей, пилотов и специалистов по техническому обслуживанию воздушных судов.
17 октября 2014 года Fuzhou Airlines получила от Администрации гражданской авиации Китайской Народной Республики сертификат эксплуатанта и уже 30 октября начала операционную деятельность с выполнения регулярных рейсов между Фучжоу и Пекином.

## Владельцы
В октябре 2014 года Fuzhou Airlines имела уставный капитал в 2 миллиарда юаней (33 миллиона долларов США). Основным собственником авиакомпании является HNA Group с 60 % (1,2 млрд юаней), другими акционерами выступили муниципальный инвестхолдинг Фучжоу (20 %) и компании «Century Golden Resources Group» (10 %) и «Ningbo Ruitong Network Technology Co.» — по 10 % каждая.

## Флот

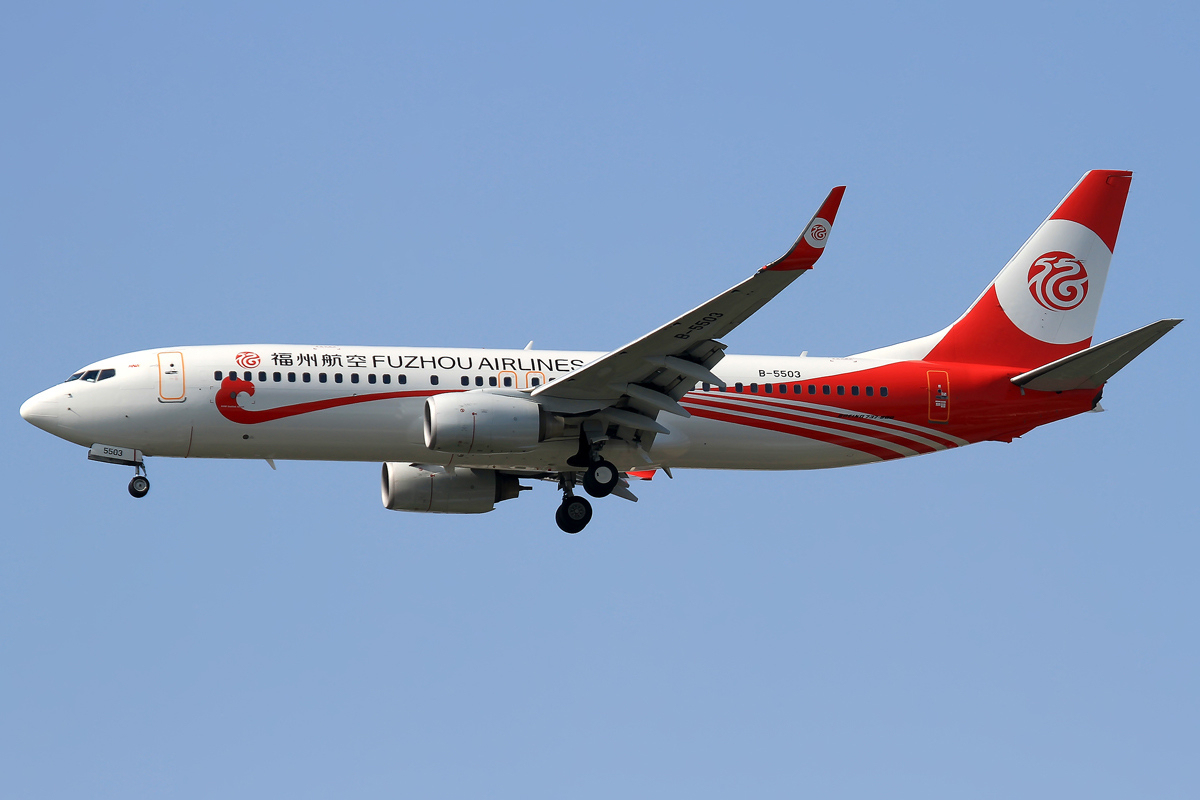
Boeing 737-800 авиакомпании Fuzhou Airlines в международном аэропорту Шанхай Пудун

В ноябре 2015 года воздушный флот авиакомпании Fuzhou Airlines составляли шесть самолётов Boeing 737-800.